# Sensor capacitiu
Els sensors capacitius són un tipus de sensor elèctric que reacciona davant metalls i no metalls que en aproximar-se a la superfície activa sobrepassen una determinada capacitat. La distància de connexió respecte a un determinat material és tant major com més elevada sigui la seva constant dielèctrica.

## Funcionament
Des del punt de vista purament teòric, es diu que el sensor està format per un oscil·lador, la capacitat del qual la formen un elèctrode intern (part del propi sensor) i un altre extern (construït per una peça connectada a massa). L'elèctrode extern pot estar realitzat de dues maneres diferents; en algunes aplicacions aquest elèctrode és el propi objecte a sensar, prèviament connectat a massa; llavors la capacitat en qüestió variarà en funció de la distància que hi ha entre el sensor i l'objecte. En canvi, en altres aplicacions es col·loca una massa fixa i, llavors, el cos a detectar s'utilitza com a dielèctric i s'introdueix entre la massa i la placa activa, modificant així les característiques del condensador equivalent.

## Aplicacions
Aquests sensors s'empren per a la identificació d'objectes, per a funcions comptadores i per a tota classe de control de nivell de càrrega de materials sòlids o líquids. També són utilitzats per a molts dispositius amb pantalla tàctil, com a telèfons mòbils o ordinadors, ja que el sensor percep la petita diferència de potencial entre membranes dels dits elèctricament polaritzats d'una persona adulta.

### Detecció de nivell
En aquesta aplicació, quan un objecte (líquid, granulat, metall, aïllant, etc.) penetra en el camp elèctric que hi ha entre les plaques sensor, varia el dielèctric, variant conseqüentment el valor de capacitat.

### Sensor d'humitat
El principi de funcionament d'aquesta aplicació és similar a l'anterior. En aquesta ocasió, el dielèctric, per exemple l'aire, canvia la seva permissivitat respecte la humitat de l'ambient.

### Detecció de posició
Aquesta aplicació és bàsicament un condensador variable, en el qual una de les plaques és mòbil, podent d'aquesta manera tenir major o menor superfície efectiva entre les dues plaques, variant també el valor de la capacitat, i també pot ser utilitzat en indústries químiques, però com sabem, aquest tipus d'aplicació no sol ser el correcte.

## Avantatges i inconvenients
Els avantatges d'aquest dispositiu són més que en el cas dels sensors inductius. El primer avantatge és que és comú per a tots dos, detecten sense necessitat de contacte físic, però amb la possibilitat de detectar materials diferents del metall. A més, a causa del seu funcionament, té molt bona adaptació als entorns industrials, adequat per a la detecció de materials amb pols o granulats. La durada d'aquest sensor és independent del nombre de maniobres que realitzi i suporta bé les cadències de funcionament elevades. Entre els inconvenients es troba l'abast, depenent del diàmetre del sensor, pot arribar fins als 60 mm, igual que la modalitat inductiva. Un altre inconvenient és que depèn de la massa a detectar, si es vol realitzar una detecció de qualsevol tipus d'objecte, aquest sensor no serveix, ja que depèn de la constant elèctrica. Aquest desavantatge ve encadenat amb la posada en servei, abans de col·locar el sensor es deu instal·lar; els detectors compten amb un potenciòmetre que permet ajustar la sensibilitat. Segons l'aplicació, serà necessari ajustar la sensibilitat perquè s'adapti al material, per exemple, per materials de constant dielèctrica feble com el paper, el cartró o el vidre, s'ha d'augmentar la sensibilitat, i en el cas de tenir una constant dielèctrica forta, cal reduir la sensibilitat, per exemple, amb objectes metàl·lics o líquids.

## Normativa
La normativa a la qual s'ajusten els sensor capacitius és la mateixa que els sensors inductius.

## Transductors
El mesurament en aquest tipus de sensors se sol fer mitjançant un senyal variable, típicament sinusoidal, que és modulada amb la variació de la capacitat del sensor per després obtenir el seu valor eficaç.